# ホルミズド4世
ホルミズド4世（Hormizd IV、パフラヴィー語: 𐭠𐭥𐭧𐭥𐭬𐭦𐭣、新ペルシア語：هرمز چهارم、在位：579年-590年）はサーサーン朝の王。彼はホスロー1世の息子であり後継者である。

## 家族
ホルミズド4世は『シャー・ナーメ』においてトルクザード（Torkzad、トルコ人の息子）と呼ばれており、複数の史料において彼の母親が突厥のハーンの娘であるとされている。しかしエンサイクロペディア・イラニカでは、時系列的な矛盾からこれは事実とは考え難いとしている。

## 政策
ホルミズド4世が有能な指導者であることを自ら示していたことをホスロー1世が承知していたため、彼はホルミズド4世を後継者に定めた。ホルミズド4世は579年に王位についた。彼は高慢で荒々しい性格であったようであるが、慈愛の心を持ち合わせていなかったわけではなかった。彼についていくつか非常に独特な物語がアル＝タバリーによって伝えられている。ホルミズド4世は父親の名声を凌駕しようと、庶民を保護し、軍隊と宮廷に厳しい規律を導入した。彼は貧民や農民に対する福祉に熱心であったと描写されている。
ホルミズド4世は父親の時代の宮廷有力者の排除を試み、多数の貴族を投獄し殺害した。ミフラーン家のIzadgushaspを手始めに、スパーフベド（軍司令官）のBahram-i Mah Adhar、カーレーン家のBozorgmehrとその弟Simah-i Burzin、アスーアフパド家のシャープール（Shapur）らも同様であった。シャープールはヴィスタムとVinduyihの父親である。またIzadgushaspやBozorgmehrはホスロー1世時代に宰相（vizier）を務めた人物である。
また、ゾロアスター教の神官たちがキリスト教の弾圧を要求した時、彼は両方の宗教から共に支持を得て初めて王位と政府が安定するとしてこれを拒否した。この結果としてホルミズド4世はゾロアスター教の神官の強い反感を買って対立し、数多くの処刑と資産没収を実行した。
アル＝タバリーによれば、ホルミズド4世はこれらの弾圧を通じて13,600人の貴族と宗教関係者に死を賜ったとされる。580年にイベリアのBacurius IIIが死んだ時、ホルミズド4世は迅速に機会を捉えてイベリアの君主をサーサーン朝の総督に置き換えた。これはイベリアの現地支配者たちがサーサーン朝の大きな苦労の種となってきたためである。

## ビザンツ帝国との戦争
ホルミズド4世は父親からビザンツ帝国との継続中の戦争、およびテュルク人（突厥）との東方での戦争を引き継いだ。ティベリウス2世との間で平和交渉が始められたばかりだったが、ホルミズド4世は父親の征服の成果を一部でも譲り渡すことを傲慢に拒否した。それ故に、この交渉についての詳細を記録しているビザンツ帝国の著作家テオフィラクトス・シモカテス（iii.16 ff）、Menander Protector、そしてエフェソスのヨハネス（vi.22）らは彼に対して好意的ではない。

古代末期のローマとペルシアの境界地図。

ホルミズド4世に教訓を垂れることを決定したローマ（ビザンツ）の将軍マウリキウスは境界を越えてクルディスタンに侵入した。翌年、メディアと南部メソポタミアに侵攻することを計画したが、ガッサーン朝の王Al-Mundhir3世が裏切り、ティベリウス2世の計画をホルミズド4世に伝えたとされている。マウリキウスは迅速に撤退しなければならなくなったが、ローマ（ビザンツ）領への撤退の途中でペルシアの将軍Adarmahanを戦闘に引き込み打ち破った。
582年、ペルシアの将軍Tamkhosrauはペルシアとローマの国境を越え、コンスタンティアを攻撃したが、敗北して殺害された。しかし、ローマ皇帝ティベリウス2世の健康状態の悪化によってマウリキウスはコンスタンティノープルに急いで戻らなければならなくなった。一方で前線を引き継いだJohn MystaconはNymphius（バトマン川）とティグリス川の合流地点でペルシア軍を攻撃したが敗れ、撤退を余儀なくされた。更に別の戦闘でも敗北したことで、彼はフィリピコスに交代させられた。
フィリピコスは584年と585年にペルシア領の奥深くに侵攻した。ペルシア軍は585年にモノカルティウム（Monocartium）とマルティロポリスを攻撃して報復した。フィリピコスはソラコンの戦いでペルシア軍に大いに打ち破り、586年にはChlomaronの要塞を包囲した。この包囲が不首尾に終わった後、フィリピコスは後退しアミダに展開した。しかし、間もなく587年には彼は将軍大ヘラクレイオスの命令を放棄した。
588年、ローマ（ビザンツ）軍の反乱が発生し、これに乗じてペルシア軍は再びコンスタンティアを攻撃したが撃退された。ローマ軍はArzaneneへの攻撃で報復を行ったが成功しなかった。しかし、マルティロポリスで行われた別の戦いでペルシア軍の別の攻撃を撃退した。
589年、ペルシア軍はマルティロポリスを攻撃し、二度にわたってフィリピコスを打ち破った後、これを占領した。フィリピコスは解任され、Sisauranonでペルシア軍を破ったコメンティオルスに交代した。ローマ（ビザンツ）軍はマルティロポリスで包囲されていたが、その最中にもたらされた突厥の侵入の報せがペルシアを駆け巡った。

## 東方での戦争
588年、サーサーン朝は混乱の中にあった。アラブ人が西方の属州で略奪を始め、ハザール人に北部の属州を奪われており、突厥とエフタルの残党がバルフを占領してペルシアの中核地帯を侵していた。この時Mihransitadの子Nastuhは自分の父親の知識が王の役に立つだろうとホルミズド4世に語った。これを受けてホルミズド4世はMihransitadを呼び出した。フェルドウスィーによれば、Mihransitadはホルミズド4世に占星術師がバフラーム・チョービンがイランの救世主となることを予言したことを語った。そして彼はバフラーム・チョービンを宮廷に召喚するべきであると主張した。高齢だったMihransitadはその後すぐ死亡したと言われている。ホルミズドはこの助言を実行し、バフラーム・チョービンを呼び寄せた。
バフラーム・チョービンが実際にホルミズド4世の宮廷で権力を確立していったことは疑いない。シモカテスによればバフラーム・チョービンはホルミズド4世の「王朝の炉」のdarīgbed（darigbedum）になっている。この地位にどのような権力があったのか正確にはわからないが、サーサーン朝の後期において極めて重要な地位であったことは間違いない。バフラーム・チョービンは東方のサーサーン朝軍の最高司令官に任命され派遣された。彼は12,000騎の騎兵を率いてバルフを制圧し、エフタルが勢力を持っていた現在のアフガニスタン地方も征服した。更にオクサス川を渡り、突厥のハーンを殺害し最終的にブハラ近郊のRūyīn Dizhという要塞まで進軍した。
そのすぐ後には、バフラーム・チョービンはハザール人と戦うために北部の前線に送られ、彼がこれの撃退に成功したために北部の脅威は消滅した。彼は続いて北部の前線でローマ（ビザンツ）と戦うために派遣され、迅速に勝利を収めてスヴァネティを襲撃したのみならず、カフカス・アルバニアに対するカフカス・イベリアとローマの攻撃を撃退したが、その後アラス川の戦いでローマの将軍ロマヌスに敗れた。
ホルミズド4世はバフラーム・チョービンの名声の高まりを妬み、彼の面目を潰し、サーサーン朝の官職から彼を外した。ホルミズド4世は更に彼を辱めるため、女性用の衣服一式を送った。これに対しバフラーム・チョービンは極めて攻撃的な手紙を送って返した。怒り狂うホルミズド4世はバフラーム・チョービンを捕縛するためにペルシア兵を派遣したが、彼らはバフラーム・チョービン側に寝返った。バフラーム・チョービンは大軍とともに首都クテシフォンへと進軍した。

## 廃位と死
バフラーム・チョービンの反乱について知らされた後、ホルミズド4世はヴィスタムやVinduyih、そして他の貴族らをともに脇に追いやって対抗処置を組織しようとしたが、セベオスによれば彼の息子ホスロー2世によって挫折した。ホルミズド4世はVinduyihや他の多くの貴族を投獄することで対抗したが、明らかにヴィスタムは逃亡に成功した。ヴィスタムとVinduyihら兄弟はすぐ後に発生した宮廷クーデターの首謀者であるよう思われる。このクーデターでホルミズド4世は退位させられ、目を潰されて殺害された。そして彼の息子ホスロー2世が即位した。